# Europejski Komisarz ds. usług finansowych oraz unii oszczędności i inwestycji

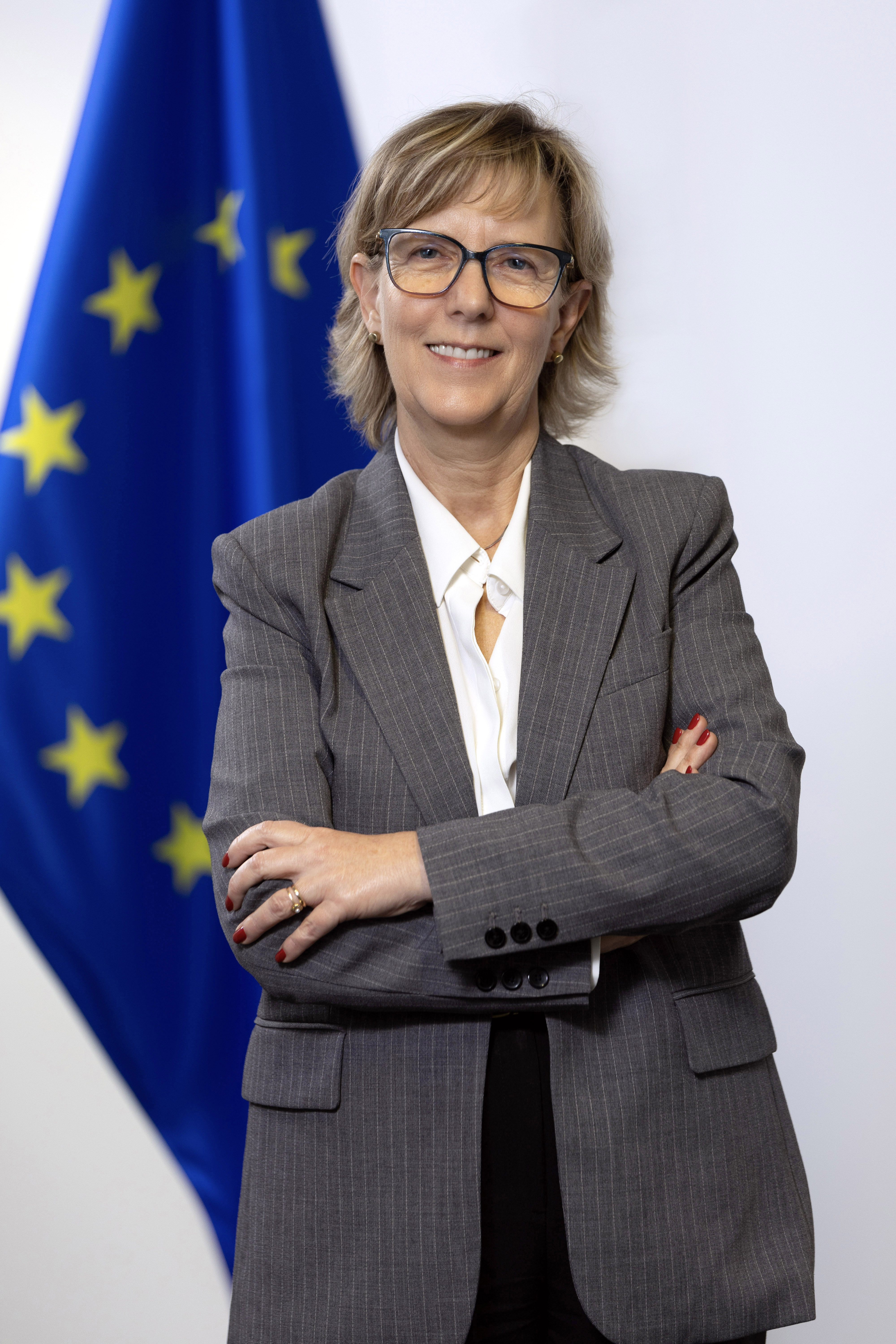
Europejski Komisarz ds. usług finansowych oraz unii oszczędności i inwestycji - Maria Luís Albuquerque

Europejski Komisarz ds. usług finansowych oraz unii oszczędności i inwestycji – członek Komisji Europejskiej. Odpowiada za kluczowy obszar polityki mający na celu wzmacnianie gospodarki Unii Europejskiej poprzez rozwój rynku usług finansowych, poprawę dostępu do kapitału dla przedsiębiorstw i obywateli oraz wspieranie inwestycji prywatnych. Stanowisko to skupia się na budowie zintegrowanego i konkurencyjnego rynku finansowego, który umożliwia łatwiejsze oszczędzanie, inwestowanie oraz zapewnia ochronę stabilności finansowej. Realizacja tych celów ma wspierać transformację ekologiczną, cyfrową i społeczną, które są priorytetami UE. Obecnym komisarzem jest Maria Luís Albuquerque.

## Powstanie stanowiska
Stanowisko zostało utworzone w odpowiedzi na rosnącą potrzebę integracji rynków finansowych w Europie, ułatwienia dostępu do finansowania oraz pełnego wykorzystania potencjału oszczędności obywateli na rzecz wspólnych celów unijnych. Kluczowym bodźcem było dążenie do harmonizacji regulacji, eliminacji barier dla kapitału oraz zwiększenia atrakcyjności inwestycyjnej Unii Europejskiej w kontekście globalnej konkurencji. Funkcja ta jest także odpowiedzią na wyzwania związane z ryzykiem fragmentacji rynków kapitałowych oraz potrzebą ich uodpornienia na globalne kryzysy finansowe.

## Zakres obowiązków
Europejski Komisarz ds. usług finansowych oraz unii oszczędności i inwestycji odpowiada za:
- rozwój unii oszczędnościowo-inwestycyjnej, w tym sektora bankowego i rynków kapitałowych, w celu mobilizacji prywatnych oszczędności na potrzeby strategicznych celów UE,
- wspieranie obywateli w efektywnym oszczędzaniu, opracowanie prostych i niskokosztowych produktów inwestycyjnych na poziomie UE oraz ocena możliwości wprowadzenia ulg podatkowych dla tych produktów,
- promowanie prywatnych i zakładowych systemów emerytalnych, aby zwiększyć stabilność finansową obywateli oraz skierować oszczędności na rzecz gospodarki,
- przegląd ram regulacyjnych w celu wspierania finansowania innowacyjnych przedsiębiorstw i startupów w Europie, przy jednoczesnym zapewnieniu stabilności finansowej,
- wdrażanie i rozwój finansowania zrównoważonego, w tym finansowania transformacji i odporności klimatycznej, oraz promowanie przejrzystości i łatwości stosowania ram finansowych zrównoważonego rozwoju,
- utrzymanie globalnego przywództwa UE w zakresie zrównoważonego finansowania,
- rozwój unii bankowej, w tym prace nad Europejskim Systemem Gwarantowania Depozytów oraz poprawą nadzoru makroostrożnościowego nad instytucjami spoza sektora bankowego,
- stworzenie strategii edukacji finansowej w celu zwiększenia świadomości obywateli na temat możliwości oszczędzania i inwestowania,
- prace nad ramami cyfrowych finansów i płatności, wspieranie nowych technologii oraz monitorowanie ryzyk związanych z ich wykorzystaniem,
- zapewnienie wdrożenia i egzekwowania pakietu przeciwdziałania praniu pieniędzy i finansowaniu terroryzmu (AML/CFT), w tym przygotowanie uruchomienia Europejskiego Urzędu AMLA,
- zacieśnianie współpracy z Wysokim Przedstawicielem ds. Polityki Zagranicznej i Bezpieczeństwa w zakresie sankcji UE oraz identyfikacja luk w ich wdrażaniu,
- dbałość o ochronę konsumentów i inwestorów detalicznych poprzez promowanie przejrzystych i sprawiedliwych warunków uczestnictwa w rynkach finansowych,
- współpraca z Parlamentem Europejskim i państwami członkowskimi w celu uproszczenia i harmonizacji regulacji sektora finansowego.

## Lista komisarzy
|    | Komisarz               | Lata      | Komisja          |
| -- | ---------------------- | --------- | ---------------- |
| 1  | Christopher Tugendhat  | 1977–1981 | Jenkis           |
| 2  | Christopher Tugendhat  | 1981–1985 | Thorn            |
| 3  | Henning Christophersen | 1985–1989 | Delors I         |
| 4  | Abel Matutes           | 1986–1989 | Delors I         |
| 5  | Leon Brittan           | 1989–1992 | Delors II        |
| 6  | Peter Schmidhuber      | 1993–1994 | Delors III       |
| 7  | Anita Gradin           | 1995–1999 | Santer           |
| 8  | Charlie McCreevy       | 2004–2010 | Barroso I        |
| 9  | Michel Barnier         | 2010–2014 | Barroso II       |
| 10 | Jonathan Hill          | 2014–2016 | Juncker          |
| 11 | Valdis Dombrovskis     | 2016–2019 | Juncker          |
| 12 | Phil Hogan             | 2019–2020 | von der Leyen I  |
| 13 | Mairead McGuinness     | 2020–2024 | von der Leyen I  |
| 14 | Maria Luís Albuquerque | od 2024   | von der Leyen II |